# Blazegraph
Blazegraph es un almacenamiento de datos en RDF y además es una base de datos orientada a grafos. Se utiliza en el punto final de SPARQL en Wikidata.

## Primeros años
Hasta la versión 1.5, que se lanzó el 12 de febrero de 2015, Blazegraph se conocía como Bigdata.

## Usuarios destacados
- La Fundación Wikimedia utiliza Blazegraph para el servicio de consultas de Wikidata, que es un punto final de SPARQL.[7]
- El proyecto Datatourisme utiliza Blazegraph como plataforma de base de datos; sin embargo, GraphQL se utiliza como lenguaje de consulta en lugar de SPARQL.[8]

## Características notables
- RDF * - un enfoque alternativo a la cosificación RDF[9] que le da a los gráficos RDF la capacidad de los gráficos LPG[10]
- como consecuencia de lo anterior; tiene la capacidad de consultar gráficos tanto en SPARQL como en Gremlin;[11][12]
- como alternativa a las consultas de Gremlin GAS sobre gráficos RDF es compatible con SPARQL;[13]
- El SERVICIO de consultas federadas para la extensión de la funcionalidad;[14]
- Comportamiento gestionado del generador de planes de consultas;[15]
- Subconsultas con nombre reutilizables.[16]

## Acqui-hiringporAmazon Web Services
Se alegó que Amazon Neptune se basa en Blazegraph, como lo demuestra:
- adquisición de la marca Blazegraph por parte de AWS;[18]
- adquisición del nombre de dominio blazegraph.com por AWS;[19]
- transición de muchos empleados (incluido el director ejecutivo ) a AWS.[20]